# Мороз, Георгий Моисеевич
Гео́ргий Моисе́евич Моро́з (30 апреля 1937, Днепродзержинск, Днепропетровская область — 2016, Санкт-Петербург) — российский советский живописец, член Санкт-Петербургского Союза художников (до 1992 года — Ленинградской организации Союза художников РСФСР).

## Биография
Георгий Моисеевич Мороз родился 30 апреля 1937 года на Украине в городе Днепродзержинске. Город получил своё новое имя за год до того в результате переименования города Каменское, выросшего из одноимённого села, основанного по преданию запорожскими казаками.
Первые уроки рисунка и живописи Георгий получил в местной изостудии у Г. А. Латунова. Затем учился в средней художественной школе в Киеве. По окончании в 1957 году приехал в Ленинград и поступил на живописный факультет Ленинградского института живописи, скульптуры и архитектуры имени И. Е. Репина. Занимался у Юрия Непринцева, Александра Романычева. В 1963 году окончил институт по мастерской Юрия Непринцева с присвоением квалификации художника живописи. Дипломная работа — картина «Колхозные поля».
После окончания института по приглашению Р. Н. Ермолина несколько лет работал в Воркуте в Коми отделении художественного фонда РСФСР. Начал участвовать в выставках с 1963 года, экспонируя свои работы вместе с произведениями ведущих мастеров изобразительного искусства Ленинграда. Член Ленинградского Союза художников с 1973 года. Пишет пейзажи, натюрморты в интерьере и экстерьере, жанровые композиции, портреты. Совершал творческие поездки на Украину, по России, работал в домах творчества Старая Ладога, Академическая дача, посетил Италию, США, Японию. Последние двадцать лет живёт и работает в собственном доме в Шувалове, живописном пригороде Петербурга, облюбованном многими художниками и скульпторами. Автор картин «Весна», «Март» (обе 1970), «Портрет М. Л. Плетенец» (1971), «Подсолнухи» (1972), «Верба цветёт», «Собор Успения» (обе 1973), «Весенний натюрморт», «Цветёт черёмуха», «Гуси» (все 1975), «Ранняя весна» (1977), «Праздник урожая» (1980), «Синички», «Ландыши», «Черёмуха» (все 1993), «Гармонь. Черёмуха» (1994), «Стожок» (1995), «Сирень в саду» (2002), «Сирень» (2006), «Красота» (2007) и других.
Скончался в 2016 году в Санкт-Петербурге.
Произведения Георгия Моисеевича Мороза находятся в музеях и частных собраниях в России, Японии, Италии, Германии, Голландии, Франции, Швеции, США и других странах.

## Выставки
- 1971 год (Ленинград): Наш современник. Каталог выставки произведений ленинградских художников 1971 года.
- 1973 год (Ленинград): Натюрморт. Выставка произведений ленинградских художников.
- 1974 год (Ленинград): Весенняя выставка произведений ленинградских художников.
- 1975 год (Ленинград): Наш современник. Зональная выставка произведений ленинградских художников.
- 1977 год (Ленинград): Выставка произведений ленинградских художников, посвящённая 60-летию Великого Октября.
- 1980 год (Ленинград): Зональная выставка произведений ленинградских художников.
- Январь 1992 года (Париж): Выставка «Санкт-Петербургская школа».
- 1997 год (Санкт-Петербург): Связь времён. 1932—1997. Художники — члены Санкт-Петербургского Союза художников России.